# Kitri
Kitri（キトリ）は、京都市を拠点に活動する姉妹ピアノ連弾ボーカル・ユニット。ディケイド所属。

姉 Mona（モナ）はボーカルとピアノ低音部、妹 Hina（ヒナ）はコーラスとピアノ高音部のほか、ギター、パーカッションなどを担当する。

## 経歴
もともと Mona は4歳から、Hina は6歳から、クラシックピアノを習っていたが、二人が高校生と中学生だったときにピアノ教師の勧めから連弾に取り組むようになった。しかし、Hina は合唱部の強い高校への進学を志し、一旦ピアノを離れることになった。
また、両親の影響もあって、子供の頃から大橋トリオのファンであったという。
Mona は浪人生活を経て、音楽大学で作曲を専攻したが、その間も自作楽曲の作詞作曲を続けていた。
2015年から「キトリイフ」のユニット名（木と鳥と葉（リイフ）を合わせた造語）で京都で姉妹での音楽活動を始めていたところ、自主制作した音源に接した大橋トリオが、2016年の映画『PとJK』のテーマ曲を手がけた際に、ボーカルとハミングで姉妹を起用した。
2017年、大橋のプロデュースで自主制作してきた楽曲を再録音し、ユニット名を「Kitri」と改めてパイロット盤『Opus 0』を制作してストリーミング配信し、反響を呼んだ。ユニット名はクラシックバレエ『ドン・キホーテ』に登場する少女キトリに由来し、また“キトリ”という言葉がフランス語で「意気地なし（Quitterie）」の意味もあり、自分たちが勇気を出していきたいという気持ちも込められている。
2018年以降は、東京でのイベント出演なども重ね、2019年1月23日に日本コロムビアのBETTER DAYSレーベルからEP『Primo』でメジャーデビューし、続いて7月24日にEP『Secondo』をリリースした。
この間、2019年1月には単独ツアー「Kitriの音楽会♯1」を大阪、東京、福岡、熊本で開催した。
11月1日には映画『“隠れビッチ”やってました。』の主題歌となる配信限定シングル「さよなら、涙目」をリリースすると共に、初のスタジオアルバムとなる『Kitrist』を2020年1月23日にリリースすることを発表。
2022年4月19日に映画『凪の島』の主題歌及び劇伴音楽を担当することが発表された

## ディスコグラフィー

### メジャーレーベル
シングル

#### 配信シングル
|      | 発売日         | タイトル       | 規格品番                                      | 作詞       | 作曲 | 編曲                      | 時間  | 収録作品     | 備考                                                                   |
| ---- | -------------- | -------------- | --------------------------------------------- | ---------- | ---- | ------------------------- | ----- | ------------ | ---------------------------------------------------------------------- |
| 1st  | 2019年11月1日  | さよなら、涙目 | COKM-42521（配信） COKM-42524（ハイレゾ配信） | Mona       | Mona | Kitri                     | 5:14  | 『Kitrist』  | 映画『“隠れビッチ”やってました。』主題歌                               |
| 2nd  | 2019年12月9日  | 雨上がり       | COKM-42551（配信） COKM-42566（ハイレゾ配信） | Hina       | Mona | Kitri                     | 4:03  | 『Kitrist』  | NHK『みんなのうた』2019年12月・2020年1月                               |
| 3rd  | 2020年6月24日  | Lily           | COKM-42779（配信） COKM-42815（ハイレゾ配信） | Hina       | Mona | Kitri、網守将平           | 5:30  | 『kitristⅡ』 | 3作連続配信シングル企画の第1弾                                         |
| 4th  | 2020年8月26日  | 人間プログラム | COKM-42916（配信） COKM-42950（ハイレゾ配信） | Mona、Hina | Mona | Kitri、大橋好規、神谷洵平 | 3:44  | 『kitristⅡ』 | 3作連続配信シングル企画の第2弾                                         |
| 5th  | 2020年10月23日 | 赤い月         | COKM-42968（配信） COKM-42969（ハイレゾ配信） | Mona       | Mona | Kitri、磯部智             | 4:35  | 『kitristⅡ』 | 3作連続配信シングル企画の第3弾                                         |
| 6th  | 2021年2月24日  | 未知階段       | COKM-43084（配信） COKM-43085（ハイレゾ配信） | Mona       | Mona | 網守将平                  | 3:51  | 『kitristⅡ』 |                                                                        |
| 7th  | 2022年8月25日  | 透明な         | COKM-43923（配信） COKM-43924（ハイレゾ配信） | Hina・Mona | Mona |                           | 3:59  |              | 映画『凪の島』主題歌                                                   |
| 8th  | 2023年4月10日  | ココロネ       | COKM-44350（配信） COKM-44351（ハイレゾ配信） | Hina・Mona | Mona | 網守将平                  | 3:10  |              | テレビアニメ『事情を知らない転校生がグイグイくる。』エンディングテーマ |
| 9th  | 2024年2月21日  | Sigh Sigh      | COKM-44577（配信） COKM-44351（ハイレゾ配信） | Hina・Mona | Mona | 神谷洵平                  | 12:29 |              |                                                                        |
| 10th | 2024年7月10日  | 水槽のブランコ | COKM-44854（配信） COKM-44855（ハイレゾ配信） | Hina・Mona | Mona | Kitri                     | 5:59  |              | テレビアニメ『義妹生活』エンディングテーマ                             |

### 劇伴音楽
| #   | 発売日        | タイトル                                 | 規格品番   | 規格     | 収録曲 | 備考 |
| --- | ------------- | ---------------------------------------- | ---------- | -------- | --- | ---- |
| 1st | 2022年8月19日 | 映画『凪の島』オリジナルサウンドトラック | COKM-43800 | 配信限定 | 1. 水中#1 ～まぼろし～ [1:42] 2. 風と坂道 [1:04] 3. 水中#2 ～つながり～ [0:34] 4. 心贈れば [0:57] 5. あこがれ [1:10] 6. 七彩日和 [1:05] 7. 重なる足跡 [1:55] 8. 凪の島 [0:46] 9. 涙のねがい [2:19] 10. 水中#3 ～きらめき～ [0:40] 11. 透明な [4:00] |      |

### 参加作品
| アーティスト | タイトル                        | 収録作品                              | 発売日        |
| ------------ | ------------------------------- | ------------------------------------- | ------------- |
| 大橋好規     | 「Still 〜vocal〜 feat.キトリ」 | 「PとJK」オリジナル・サウンドトラック | 2017年3月22日 |
| 大橋好規     | 「Still 〜humming〜」           | 「PとJK」オリジナル・サウンドトラック | 2017年3月22日 |
| 井上芳雄     | 「Prelude」                     | Greenville                            | 2023年3月22日 |
| 井上芳雄     | 「The Only」                    | Greenville                            | 2023年3月22日 |
| 羊毛とおはな | 「晴れのち晴れ」                | まなざし ~羊毛とおはな トリビュート~  | 2024年5月15日 |

#### Monaのみ
| アーティスト | タイトル                   | 収録作品                                    | 発売日        |
| ------------ | -------------------------- | ------------------------------------------- | ------------- |
| 大橋トリオ   | 「kite feat.Mona (Kitri)」 | THUNDERBIRD                                 | 2019年2月13日 |
| 大橋トリオ   | 「kite feat.Mona (Kitri)」 | ohashiTrio collaboration best ～off White～ | 2023年1月11日 |

## 出演

### ラジオ番組
- E∞Tracks Selection〜Kitriのきとりごとらじお〜（FM大阪、2020年7月8日～2020年12月23日）[16]
- Kitristime（キトリスタイム）（FM京都、2021年4月2日～2022年2月25日、偶数月担当）[17]

### CM
- JR東日本　新幹線で東京へ「東京の姪に逢いに篇」（2022年3月18日-）[18]